# Eublemma delicatula
Eublemma delicatula là một loài bướm đêm trong họ Erebidae.